# Радула
Радулата е кутикуларна мембрана при повечето мекотели, покрита с редове рогови зъбчета. Тя лежи върху езиково образувание наречено одонтофор. Броят на зъбите в радулата варира — от един до няколко десетки. Съществуват около шест основни типа радула.